# Les Piles
Les Piles è un comune spagnolo di 189 abitanti situato nella comunità autonoma della Catalogna.